# De Dion-Bouton Type KS
Der De Dion-Bouton Type KS ist ein Pkw-Modell aus der Zeit zwischen den beiden Weltkriegen. Hersteller war De Dion-Bouton aus Frankreich.

## Beschreibung
Das Modell erhielt am 23. September 1926 seine Zulassung von der nationalen Behörde. Es wurde im Modelljahr 1927 im Vereinigten Königreich und 1929 in Frankreich angeboten.
Der Vierzylindermotor hat SV-Ventilsteuerung, 90 mm Bohrung, 140 mm Hub und 3563 cm³ Hubraum. Er war damals in Frankreich mit 20 Cheval fiscal (Steuer-PS) eingestuft. Die Motorleistung ist mit 65 BHP angegeben, was etwa 65 PS sind. Wie so viele Fahrzeuge aus dieser Zeit hat es ein festes Fahrgestell, Frontmotor, Kardanantrieb und Hinterradantrieb. Das Getriebe hat vier Gänge.
Der Radstand beträgt im ersten Produktionsjahr 3420 mm und im letzten 3580 mm. Als Spurweite sind 1400 mm angegeben. Die Höchstgeschwindigkeit ist mit etwa 100 km/h angegeben.
Bekannt sind Aufbauten als Tourenwagen, Limousine, Pullman-Limousine, Landaulet, Coupé, Cabriolet und Roadster mit Notsitz.
Es gab keinen Nachfolger.